# الفيحاء (البصرة)
ناحية الفيحاء هي إحدى النواحي التابعة إلى قضاء شط العرب في البصرة، تقع بالقرب من جسر خالد العابر على جزيرة السندباد. وتسمى أيضا بالجزيرة، وتشتهر ببساتين النخيل المطلة على طول شط العرب. ويسكن في الناحية حوالي 30 ألف نسمة حسب تعداد عام 2009، وتمثل القرى الريفية نسبة تقدر بحوالي 43% تقريبا.